# Johann Jacob Heckel
Pour les articles homonymes, voir Heckel.
Johann Jacob Heckel est un zoologiste autrichien, né le 23 janvier 1790 à Mannheim et mort le 1er mars 1857 à Vienne.

## Biographie
Il est le fils d’un chef d’orchestre et professeur de musique de Mannheim. La famille s’installe en 1799 à Gumpoldskirchen en Autriche, au sud de Vienne, dans une petite propriété. Après ses études et, à la mort de son père, il reprend l'exploitation familiale. Mais, il est surtout intéressé par l'histoire naturelle, particulièrement la botanique et l'ornithologie. Il est un brillant dessinateur et un taxidermiste si talentueux que ses amis disent qu'il possède deux mains droites.
C'est en étudiant une collection de peaux d'oiseaux qu'il rencontre Josef Natterer (1786-1852), conservateur des collections impériales à Vienne et frère de Johann Natterer (1787-1843), naturaliste et explorateur du Brésil. Cette rencontre le décide à se consacrer à l'histoire naturelle.
En 1819, il fait son premier voyage : il se rend en Sicile et constitue une collection d’histoire naturelle. En 1820, il travaille comme taxidermiste et commence des études pour compléter sa formation. Il se spécialise alors en ichtyologie. Il correspond alors avec les plus grands ichtyologistes de son temps : Georges Cuvier (1769-1832), Achille Valenciennes (1794-1865), Charles-Lucien Bonaparte (1803-1857), Johannes Peter Müller (1801-1858) ou Franz Hermann Troschel (1810-1882).
En 1832, il est embauché de façon permanente par le muséum de Vienne et devient, en 1835, le responsable de la collection ichtyologique. Il travaille à partir des collections de Vienne, enrichies par les spécimens envoyés par les naturalistes-voyageurs. Il décrit notamment les collections envoyées à Vienne par Theodor Kotschy (1813-1866) qui explore le Moyen-Orient. Les descriptions d'Heckel paraissent dans le livre de Joseph von Russegger (1802-1863) Reisen in Europa, Asien und Afrika de 1843 puis, dans une version augmentée entre 1846 et 1849 dans Süsswasser-Fische Syriens et dans Die Fische Persiens gesammelt von Theodor Kotschy. Il décrit aussi les collections constituées par Johann Natterer et par le baron Carl Alexander Anselm Freiherr von Hügel (1795-1870). Sous son autorité, les collections de poissons augmentent de façon très importante. Il travaille aussi sur les poissons fossiles leur consacrant près de 55 publications. Rudolf Kner (1810-1869) devient son assistant en 1836 et voyage avec lui en 1840 en Dalmatie.
Il travaille pendant vingt-quatre ans à une grande œuvre sur les poissons mais il meurt avant de l'achever. C'est son élève et assistant, Rudolf Kner (1810-1869), qui la fait paraître en 1858 sous le titre de Die Süßwasserfische der österreichischen Monarchie.
Son travail sur la famille des Cyprinidae est fondateur de la taxinomie de ce groupe important d'espèces.